# Alain Levent
Alain Lucien Marcel Louis Levent (* 15. September 1934 in Paris; † 28. August 2008 ebenda) war ein französischer Kameramann und Regisseur.

## Leben
Levent durchlief zu Beginn der 1950er Jahre eine Ausbildung in den Laboratorien der GTC. Anschließend erlernte er das Kamerahandwerk bei  Henri Decae, dem er bei mehreren Kurzfilmen assistierte. Seit Ende 1957 war Levent in dieser Funktion bei einer Reihe von Meisterwerken der Nouvelle Vague aktiv, darunter Die Enttäuschten und Sie küßten und sie schlugen ihn. 1959 wurde Levent erster Assistent des Kameramanns Jean Penzer bei diversen Komödien aus der Hand Philippe de Brocas und assistierte bis 1962 außerdem Nicolas Hayer und Jean Rabier (zum Beispiel bei Mittwoch zwischen 5 und 7).
Seit Schräger Charme und tolle Chancen arbeitete der nunmehr 30-jährige Alain Levent regelmäßig als Chefkameramann. Seitdem fotografierte er Inszenierungen führender Regisseure wie Jacques Rivette, Jean-Luc Godard, Bertrand Tavernier, Jacques Brel, Édouard Molinaro, Samuel Fuller und Denys de La Patellière. In den 1960er Jahren galt Levent als Spezialist für erotische Aufnahmen. 
Von 1980 bis 1984 inszenierte Levent, der 1972 sein Regiedebüt beim Kinofilm gegeben hatte, auch mehrere Filme für das Fernsehen.

## Filmografie

### Kamera
| - 1962: Mittwoch zwischen 5 und 7 (Cléo de 5 à 7) - 1964: Schräger Charme und tolle Chancen (La chance et l’amour) - 1964: Der Mann, der Peter Kürten hieß (Le vampire de Dusseldorf) - 1964: Pique Dame (La dame de pique) - 1964: Cover Girls – die ganz teuren Mädchen (Cover Girls) - 1965: Une balle au cœur - 1965: Die Nonne (Suzanne Simonin, la religieuse de Denis Diderot) - 1966: Paras – Goldraub in der Luft (Objectif 500 millions) - 1966: Eine Kugel auf der Rechnung (Un choix d’assassins) - 1967: Heiße Haut (Un épais manteau de sang) - 1967: Fern von Vietnam (Loin du Vietnam) - 1967: Lamiel – ich liebe die Liebe (Lamiel) - 1968: Blaue Gauloises (Les gauloises bleues) - 1968: Liebe und Zorn (Amore e rabbia) - 1968: Amour Fou (L’Amour fou) - 1968: Es regnet auf mein Dorf (Bice scoro propast sveta) - 1969: Sabra - 1969: Der Mann im roten Rock (Mon oncle Benjamin) - 1970: Montdragon - 1970: Leo, der Kriegsheld (Le mur de l’Atlantique) - 1971: Franz - 1973: Le Far West - 1973: L’ironie du sort - 1974: Der Schrei des Herzens (Le cri du cœur) - 1974: Le faux cul - 1975: Der Akrobat (L’acrobate) - 1976: Die Herren Dracula (Dracula père et fils) - 1976: Verwöhnte Kinder (Des enfants gâtés) | - 1977: Herzflimmern in St. Tropez (L’amant de poche) - 1979: Wer die Zügel hält (Le mort aux dents) - 1980: Histoires étranges (Serie) - 1980: Le vol d'Icare - 1983: Diebe unter sich (Voleur) - 1983: Elle voulait faire du cinéma - 1985: L'homme qui n’était pas là - 1986: Faubourg St. Martin - 1988: Manika, the Girl Who Lived Twice - 1989: Die Madonna und der Drache (The Madonna and the Dragon) - 1990: Contretemps - 1992: Bezness – Business – Das Geschäft mit der Sehnsucht (Bezness) - 1992: Le mirage - 1993: Bartleby ou Les hommes au rebut - 1994: Le ruban de Möbius - 1995: Maria fille de Flandre - 1997: Crime d'amour - 1998: Lernen zu leben (La maison d‘Alexina) - 1998: Marie-Line - 1999: Le monde de Marty - 2000: Marie-Line - 2001: Die Tochter von Keltoum (La fille de Keltoum) - 2002: Roues libres - 2003: Der Drachen (Le cerf volant) - 2004: Rivalinnen (Nadia et Sarra) - 2004: La cliente - 2006: Le Rainbow Warrior - 2007: Le voyageur de la Toussaint |

### Regie
- 1972: Ein charmanter Gauner (Le bar de la fourche)
- 1980: Comme le temps passe
- 1981: Carte Vermeil
- 1983: La colère de Maigret
- 1983: La traversée de l'Islande
- 1984: Maigret à Vichy